# Municipio de Salem (condado de Dunklin)
El municipio de Salem (en inglés: Salem Township) es un municipio ubicado en el condado de Dunklin, en el estado estadounidense de Misuri. En el año 2010 tenía una población de 2932 habitantes y una densidad poblacional de 16,72 personas por km².

## Geografía
El municipio de Salem se encuentra ubicado en las coordenadas 36°6′30″N 90°11′8″O / 36.10833, -90.18556. Según la Oficina del Censo de los Estados Unidos, el municipio tiene una superficie total de 175.35 km², de la cual 172,15 km² corresponden a tierra firme y (1,82 %) 3,2 km² es agua.

## Demografía
Según el censo de 2010, había 2932 personas residiendo en el municipio de Salem. La densidad de población era de 16,72 hab./km². De los 2932 habitantes, el municipio de Salem estaba compuesto por el 84,28 % blancos, el 0,78 % eran afroamericanos, el 0,17 % eran amerindios, el 0,1 % eran asiáticos, el 13,64 % eran de otras razas y el 1,02 % eran de una mezcla de razas. Del total de la población el 19,03 % eran hispanos o latinos de cualquier raza.